# Bistum Temuco
Das Bistum Temuco (lat.: Dioecesis Temucensis, span.: Diócesis de Temuco) ist eine in Chile gelegene Diözese der römisch-katholischen Kirche mit Sitz in Temuco.

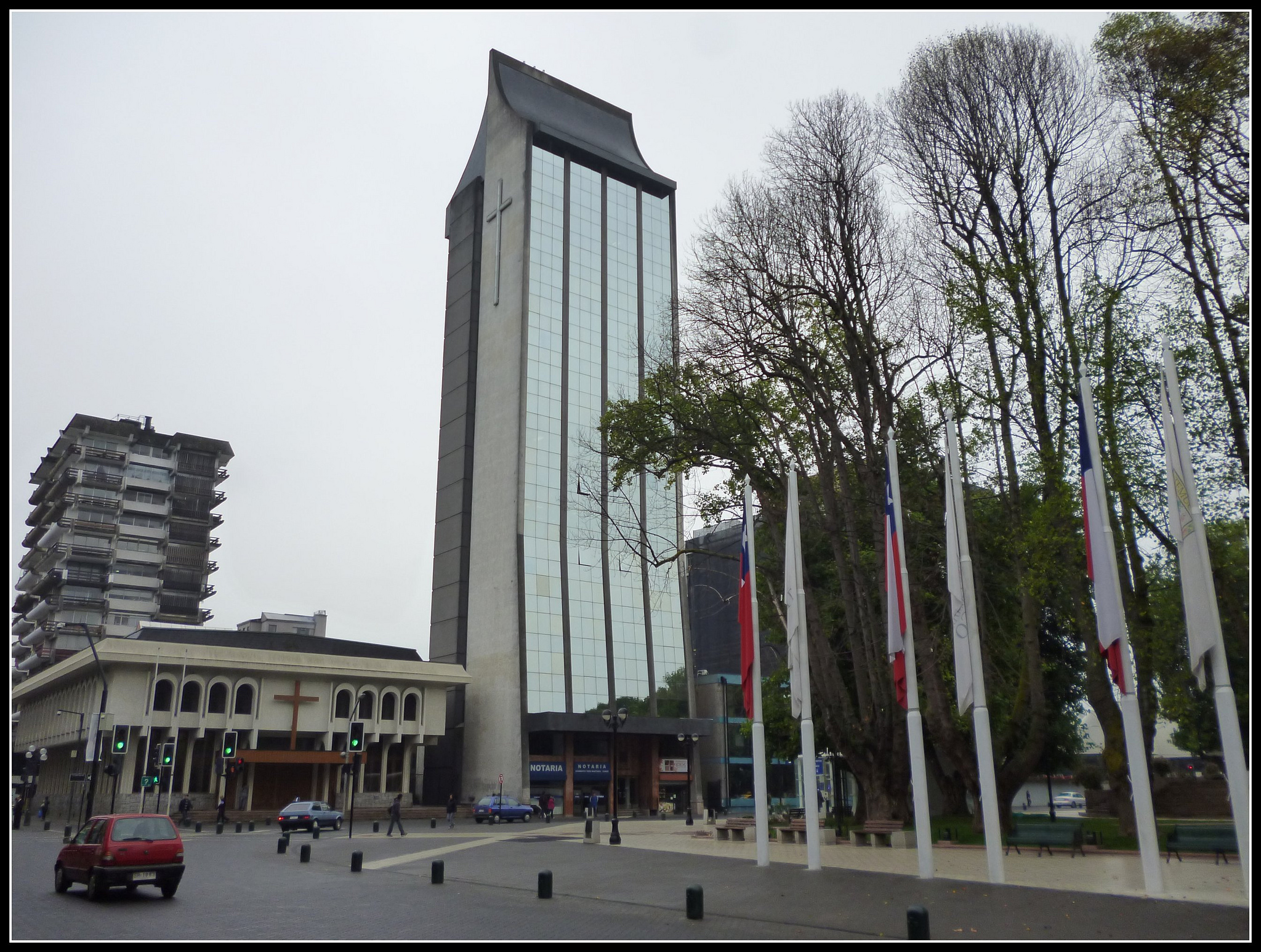
Kathedrale San José

## Geschichte
Das Bistum Temuco wurde 1908 durch Papst Pius X. aus Gebietsabtretungen des Bistums Concepción als Mission sui juris Temuco errichtet. Am 18. Oktober 1925 wurde die Mission sui juris Temuco durch Papst Pius XI. mit der Apostolischen Konstitution Apostolici Muneris Ratio zum Bistum erhoben und dem Erzbistum Concepción als Suffraganbistum unterstellt. Das Bistum Temuco gab am 20. Juni 1959 Teile seines Territoriums zur Gründung des Bistums Los Ángeles ab. Seit den 2010er Jahren werden Kirchen des Bistums immer wieder Ziel von Brandanschlägen von radikalen Vertretern der Mapuche-Minderheit.

## Ordinarien

### Apostolische Administratoren von Temuco
- Ricardo Sepúlveda Hermosilla, 1908–1919, dann Weihbischof im Bistum Concepción

### Bischöfe von Temuco
- Prudencio Contardo Ibarra CSsR, 1925–1934
- Alfredo Silva Santiago, 1935–1939, dann Bischof von Concepción
- Augusto Osvaldo Salinas Fuenzalida SS.CC., 1939–1941, dann Weihbischof im Erzbistum Santiago de Chile
- Alejandro Menchaca Lira, 1941–1960
- Bernardino Piñera Carvallo, 1960–1977
- Sergio Otoniel Contreras Navia, 1977–2001
- Manuel Camilo Vial Risopatrón, 2001–2013
- Héctor Eduardo Vargas Bastidas SDB, 2013–2022
- Jorge Enrique Concha Cayuqueo OFM, seit 2023